# Юзефув (Люблинское воеводство)
Юзефув (пол. Józefów)  —  город  в Польше, входит в Люблинское воеводство,  Билгорайский повят.  Имеет статус городско-сельской гмины. Занимает площадь 5,28 км². Население — 2455 человек (на 2004 год).

## История

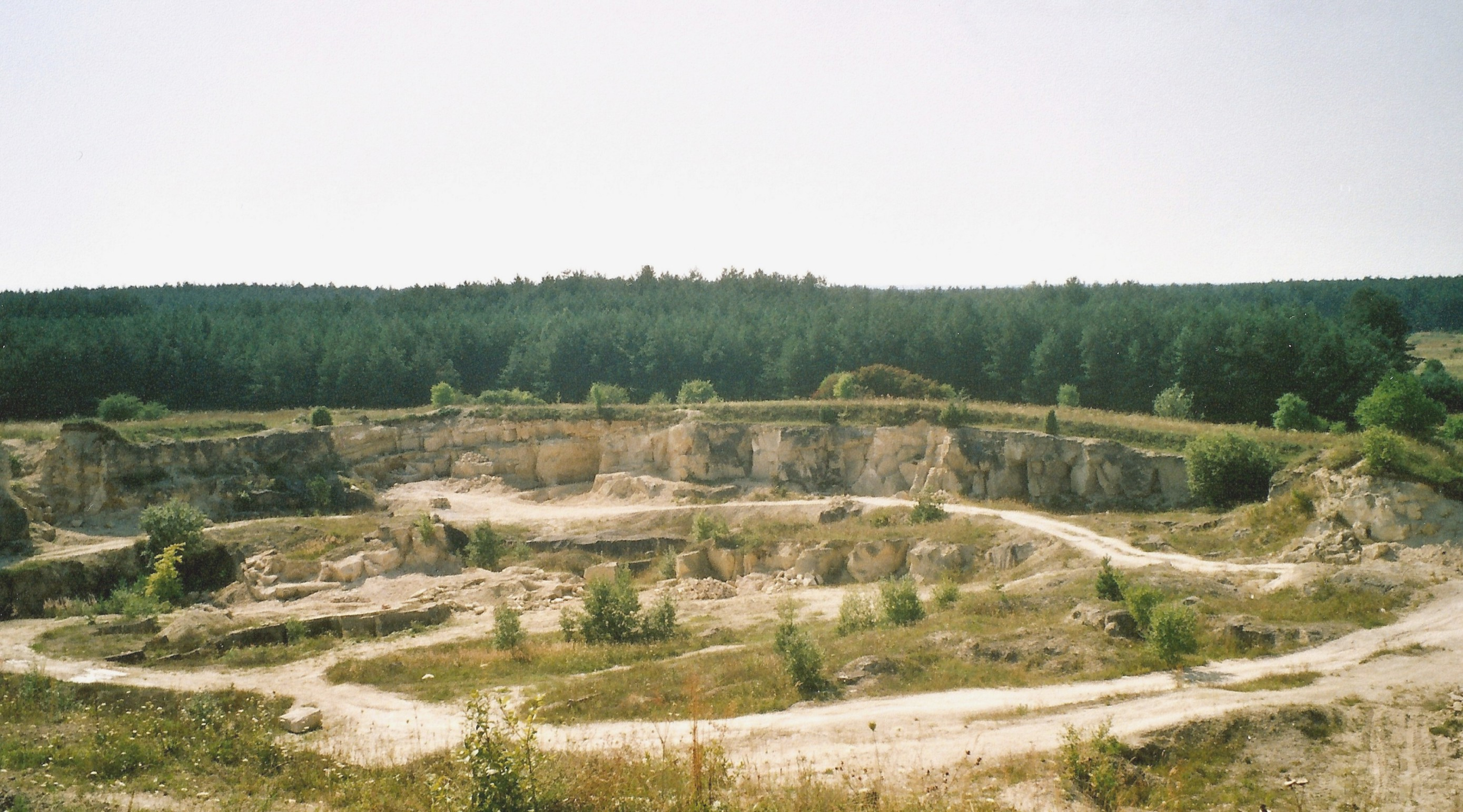
Юзефув (Билгорайский повят)